# Schimmelpilz in Gebäuden

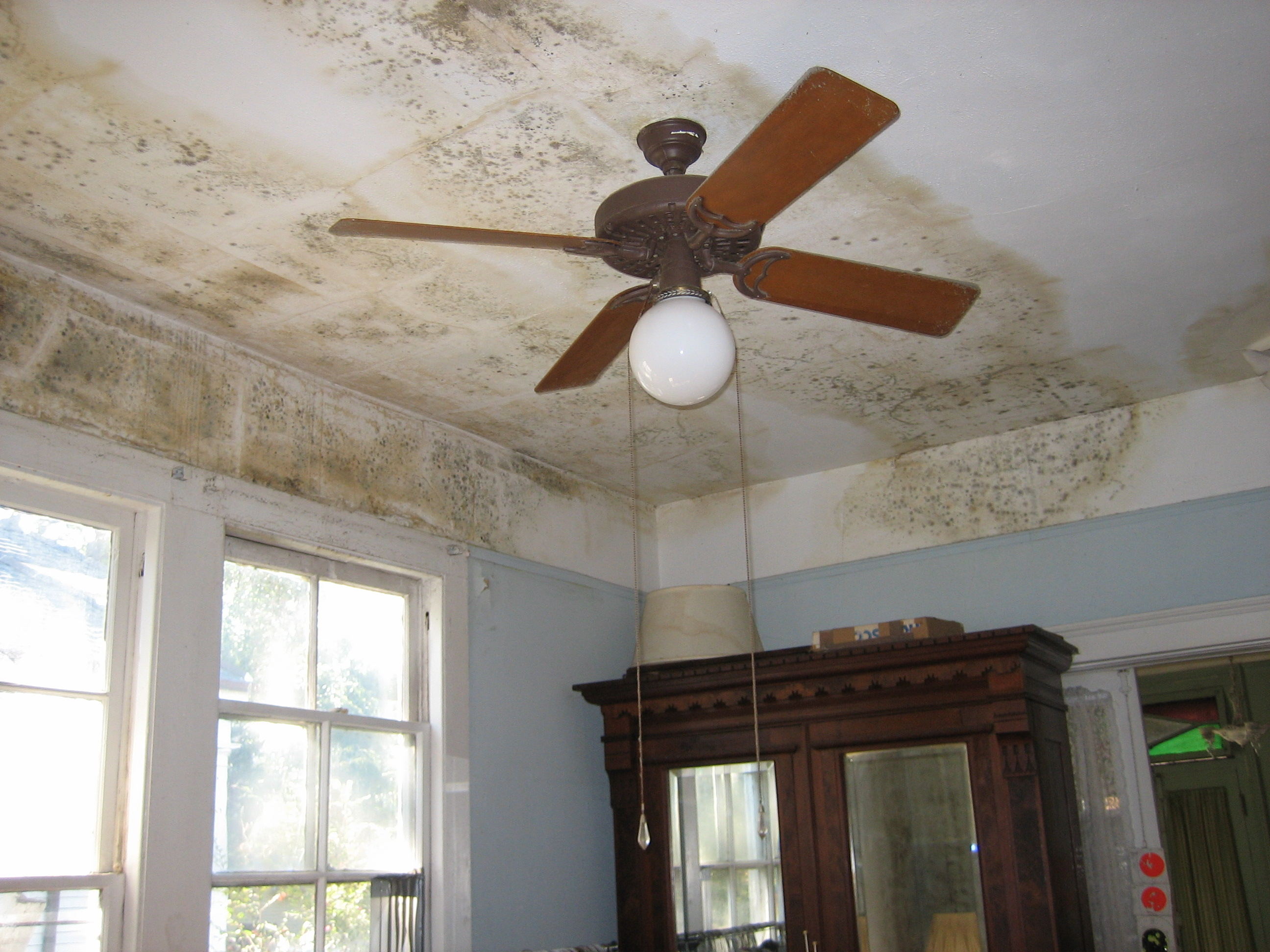
Verschimmelte Decke

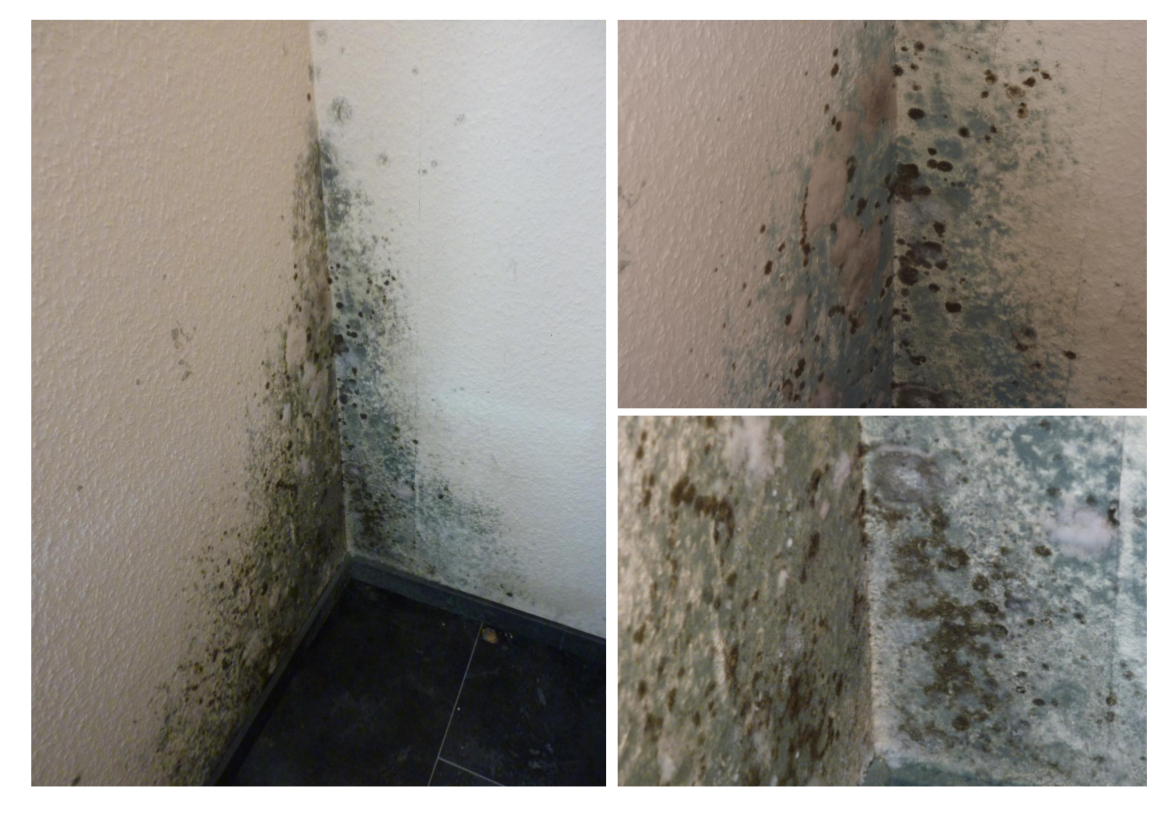
Schimmelbefall an Wänden

Schimmelpilz in Gebäuden entsteht dadurch, dass Schimmelsporen, die durch die Luft weitertransportiert werden und überall zu finden sind, innerhalb von Gebäuden Lebensbedingungen zum Wachsen vorfinden.
Schimmelbefall auf Wänden und Decken tritt immer dann auf, wenn eine erhöhte Umgebungsfeuchte vorliegt. Im Winter tritt an kalten Stellen von Aussenwänden und an die Aussenluft grenzenden Böden und Decken eine erhöhte Luftfeuchte auf. An den kältesten Stellen kann sich sogar Kondenswasser bilden.
Betroffen sind typischerweise:
- Tür- und Fensterlaibungen, da diese weniger gut nach aussen gedämmt sind als Raumflächen mit normaler Wandstärke.
- Raumecken an Außenwänden: Hier gibt eine relativ kleine Innenwandfläche Wärme an eine vergrösserte Aussenfläche ab und kühlt dadurch ab.
- Außenwandflächen hinter Vorhängen und Möbeln: Wenn Gegenstände oder dichte Vorhänge nah an der Aussenwand stehen, kann die erwärmte Innenraumluft nicht dorthin gelangen, um die Wandflächen zu erwärmen. Es muss dann für eine erhöhte Luftzirkulation gesorgt werden.
- Wandbereiche über den Sockelleisten: An nicht beheizten Aussenwandflächen sinkt warme Innenraumluft herab und kühlt dadurch ab. Nahe der Sockelleisten ist die Luft am kältesten und die relative Luftfeuchte somit am größten.

Verschiedene Faktoren beeinflussen das Auftreten von Schimmel in Gebäuden:
- In der Regel kann sich auf Oberflächen Schimmel bilden, wenn langfristig eine relative Luftfeuchte von über 70 % vorliegt.
- Erhöhte Raumlufttemperaturen begünstigen das Schimmelwachstum.
- Oberflächlicher Schimmel kann bei ausreichender Luftfeuchte auf fast jedem Untergrund entstehen. Wenn das Substrat geeignete Nährstoffe enthält, begünstigt dies das Wachstum der Myzel des Schimmelpilzes in die Tiefe, so etwa bei Papiertapeten.  * Schimmelpilzspezies: verschiedene Schimmelpilzarten unterscheiden sich hinsichtlich der sie begünstigenden Feuchte- und Temperaturbereiche
- Schimmelpilze bevorzugen meist neutrale pH-Werte im Substrat.
- UV-Licht kann das Schimmelwachstum in gewissem Maße begrenzen.

Auch flüchtige organische Stoffe, die meist aus Produkten der Bauchemie, Spanplattenmöbel und Bodenbelägen stammen, finden sich in den abgeschiedenen Kondensaten der Innenraumluft an den Außenwänden und können dort auch in Form von Schwarzstaub in Erscheinung treten.

## Feuchtigkeit als Wachstumsfaktor von Schimmelpilzen
Schimmelpilze können ab einer Luftfeuchtigkeit von 70 % in Wohnräumen auftreten, dabei ziehen sie am Anfang die Feuchtigkeit aus der Luft, bis sie auf einer geeigneten Fläche (so vorhanden) festsitzen, ab wann sie dann auch Feuchtigkeit aus der Bausubstanz ziehen können.
Je wärmer die Luft, desto mehr Wasser kann sie aufnehmen (siehe Luftfeuchtigkeit). Biologisch ist die Wasseraktivität – der aw-Wert – relevant. Die Wasseraktivität, die sich raumseitig an der Oberfläche eines Bauteils einstellt, hängt vom Feuchtegehalt der Raumluft und der Oberflächentemperatur des Bauteils ab. In der kalten Jahreszeit liegt die Schimmel begünstigende Oberflächentemperatur besonders in Raumecken, hinter Schränken usw. typischerweise deutlich unter der Lufttemperatur im Raum. Ein aw-Wert von 0,8 (relative Luftfeuchte 80 %) oder mehr tritt auf, wenn er längere Zeit vorliegt, was eine typische Voraussetzung für Schimmel in Innenräumen ist. Einzelne Bauschimmelarten treten ab einer relativen Luftfeuchtigkeit von 70 % auf, ab 80 % fast alle übrigen.
Häufige Ursachen für Schimmel in Innenräumen sind (zusammengefasst):
- wenn (warmgeheizte) Luft viel Feuchtigkeit aufnimmt und der Wasserdampf an kälteren Wänden, Bauteilen oder Einrichtungsgegenständen kondensiert (derartige Kältebrücken wären beispielsweise schlecht wärmegedämmte Fensterstürze oder Wände, die an ungeheizte Räume angrenzen),
- wenn erhöhte Luftfeuchtigkeit nicht weggelüftet wird und die Feuchte der Wände, Bauteile und Einrichtungsgegenstände nicht abtrocknen kann,
- wenn Wärmedämmung durch Kondensate, Kapillarrisse der Außenschicht oder Schlagregen dauerdurchfeuchtet ist und auch hier einmal eingedrungene Feuchte nur ungenügend abtrocknen kann (weil beispielsweise eine feuchtigkeits- und dampfdichte Fassadenfarbe gewählt wurde),
- wenn Baufeuchte ungenügend abtrocknet.

Ungenügendes Abtrocknen führt zu Dauervernässung, Vernässung führt zur Steigerung der Wärmeleitfähigkeit im Baustoff (gleichbedeutend mit Verminderung der Wärmedämmwirkung), diese zur Bildung von Wärmebrücken oder Abkühlung von Bauteilen und schlussendlich Kondensation von Raumfeuchte an ebendiesen kalten Bauteilen. Feuchte Bauteile speichern mehr Wärme und leiten diese und die transmittierende Raumwärme besser ab, beide Wärmeeffekte führen dazu, dass nach einer Temperatur-Nachtabsenkung die Wiedererwärmung derartiger Wände länger dauern kann als bei nicht vernässten Mauerteilen.
Im Wesentlichen kommen drei Arten von Wassereintrag in die Bausubstanz vor:

### Eigenfeuchte von Baustoffen
Beim Bauen werden Baustoffe verarbeitet, die eine gewisse (überschüssige abgebbare) Restfeuchte besitzen. Das können zum Beispiel Betonmörtel und Verputzmörtel, Baustoffe, die unter Verwendung von Wasser hergestellt wurden, wie Kalksandsteine, Porenbetonsteine oder Gips- und Zementestriche, aber auch die Feuchte von Natursteinen sein. Auch frische Wand- und Deckenputze geben beim Trocknen ihr Wasser nach und nach in die Umgebung ab. Selbst vorgetrocknetes Konstruktionsholz ist im Kern noch so feucht, dass es über die Jahre noch etwa 10 % seiner Gewichtsmasse verliert.

### Feuchtigkeit durch unplanmäßiges Eindringen von Wasser in ein Gebäude
- defekte Wasserleitungen z. B. Heizungsrohre, Warm-, Kalt- oder Abwasserrohre, Anschlussschläuche von Waschbecken, Wasch- und Spülmaschinen, verstopfter Abfluss, verstopfte Drainage …
- Eindringen von Schmelz- oder Regenwasser wegen schadhafter Dachabdichtung und -entwässerung, undichten Mauerwerks, stehendes Wasser an der Hauswand etc.
- Eindringen von Flugschnee
- Unglücksfälle: Löschwasser, Hochwasser etc.
- Vernässung durch Kondensation oder bei Wärmedämmstoffen Einsickern von Tau durch Kapillarrisse und fehlende Abtrocknung
- Versottung eines Schornsteins

### Feuchtigkeit der Raumluft infolge gewöhnlicher Nutzung
Die hauptsächliche Ursache von Schimmel in Innenräumen, die in den jüngeren Zeiten des Energiesparens viel (juristischen) Streit zwischen Mietern und Vermietern ausgelöst hat, ist die durch übliche Nutzung von Innenräumen unvermeidlich entstehende Raumluftfeuchtigkeit. Die Luftfeuchtigkeit rührt nicht nur vom Baden, Duschen und Kochen her, sondern auch vom Atem und Schweiß der Bewohner, insbesondere in Schlaf- und Kinderzimmern, Trocknen feuchter Wäsche und feucht gewischter Böden und von der Transpiration von Pflanzen.
Der Bundesverband Schimmelsanierung empfiehlt: „Wenn Feuchtigkeit freigesetzt wird, sollte der betreffende Raum sofort gelüftet werden, um die Feuchtigkeit direkt ins Freie zu entsorgen.“
Bildung von Kondenswasser aus der Raumluft in Innenräumen zeigt die Gefahr von Schimmelbildung an. Allerdings bildet sich Kondenswasser an Stellen mit relativer Luftfeuchtigkeit 100 %. Dort kann kein Schimmel auftreten. Jedoch wird es in einem solchen Raum auch Oberflächen geben, an denen einige Zeit lang eine relative Luftfeuchte zwischen 80 und 90 % anhält und an denen daher Schimmel auftreten wird.
- Bei Gebäuden, die bis etwa 1975 errichtet wurden, war bereits die Tauwasserbildung an Fenstern und der Innenseite von Außenwänden bekannt.[7] Allerdings wurde die Schimmelbildung durch eine permanente natürliche Wohnraumlüftung vermieden. Der für die Raumhygiene notwendige Luftwechsel wurde dadurch gewährleistet, dass Fenster und Türen aufgrund ihrer Konstruktion unbemerkt ein Entfeuchten der Raumluft herbeiführten.[8][9] Zum Zwecke der Energiesparung wurden die Fensterkonstruktionen in vielen dieser Gebäude durch so dichte Fenster ersetzt, dass der Austausch zwischen feuchter Raumluft und trockener Außenluft nunmehr gezielt durch Lüften herbeigeführt werden muss. Der Ersatz von Strahlungsheizungen (Einzelöfen in den Wohnungen) durch Konvektionsheizungen (Zentralheizungsanlagen) im Zusammenwirken mit nicht fachgerecht verbauten Wärmedämmverbundsystemen führten ebenfalls zu vermehrten Schimmelschäden in Wohnungen. Wetterabhängig (besonders im Sommer) kann jedoch Lüften auch die Feuchtigkeit der Raumluft erhöhen[10] (besonders bei Kellerräumen);[11] dann ist eher Heizen (oder sogar ein technisches Entfeuchtungsverfahren[12]) angebracht.
- Bei gleichem Wassergehalt der Raumluft (absolute Luftfeuchtigkeit, H2O etwa in g/m³) wird der Taupunkt der Raumluft an verschiedenen Bauteiloberflächen unterschritten, je geringer deren Temperatur ist. Dort kommt es zur Kondensation des Wasserdampfs zu flüssiger Feuchte, also zur Bildung von Tau (streng genommen kondensieren alle kondensierbaren Luftverschmutzungen, die alle unterschiedliche Taupunkte haben, vom verdampften Stearin aus abgebrannten Kerzen bis zur sauren Regenfeuchte usw.). Daher wird oft geraten, einerseits auch bei Abwesenheit zu heizen und andererseits das Lüften rechtzeitig so zu beenden, dass Raumwände und Mobiliar nicht auskühlen (Stoßlüften statt Fensterkippen). – Die Oberflächentemperaturen differieren im Allgemeinen zwischen verschiedenen Stellen eines Raums, insbesondere mit der Nähe zu einer Wärmebrücke (unzureichende Wärmedämmung) oder einer Kaltwasserleitung, auch zwischen verschiedenen Bereichen einer Wohnung oder eines Hauses abhängig von Nutzung/Heizung. Damit schwankt die relative Luftfeuchtigkeit innerhalb eines Raums oder – bei offenen Durchgängen (Türen) – zwischen Bereichen der Wohnung/des Hauses. Relevant für Schimmelwachstum ist die relative Luftfeuchtigkeit an der Oberfläche der bedrohten Nährsubstanz. Tauwasserausfall und Schimmelpilzbefall im Bereich einer linienförmigen Wärmebrücke

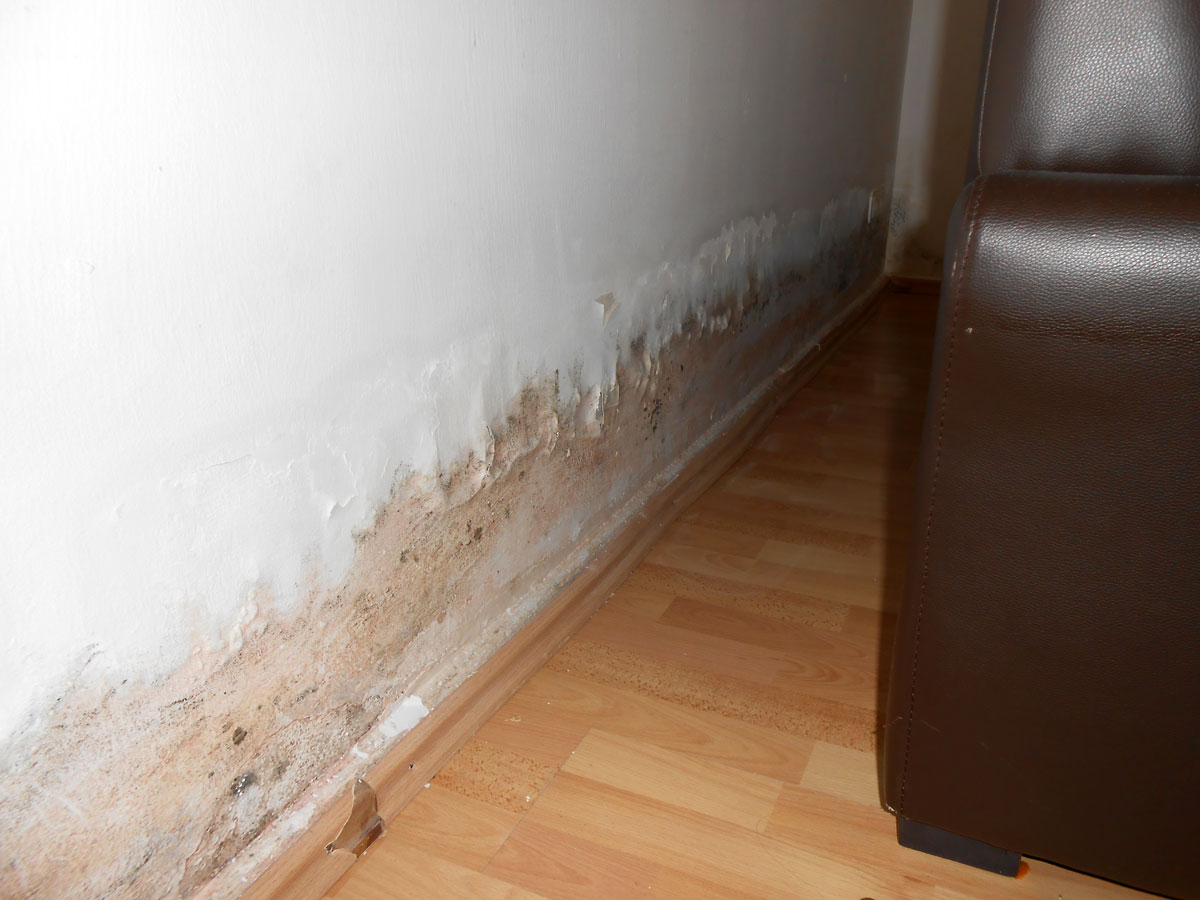
Tauwasserausfall und Schimmelpilzbefall im Bereich einer linienförmigen Wärmebrücke

- Undichte Dampfsperrfolien an Innendämmungen oder in Dachkonstruktionen lassen feuchte Raumluft diffundieren (über das geringe Ausmaß siehe Luftwechsel) und in der Folge in Bauteilen kondensieren oder gleich zu Eis resublimieren. So kann auch in unbeheizten Räumen (Beispiel Spitzboden) die Luftfeuchtigkeit erhöht werden und Schimmelwachstum ermöglichen (vgl. Wärmedämmung).Schimmelpilzbefall an einer Dachschräge verursacht durch ein Loch in der Dampfbremsfolie

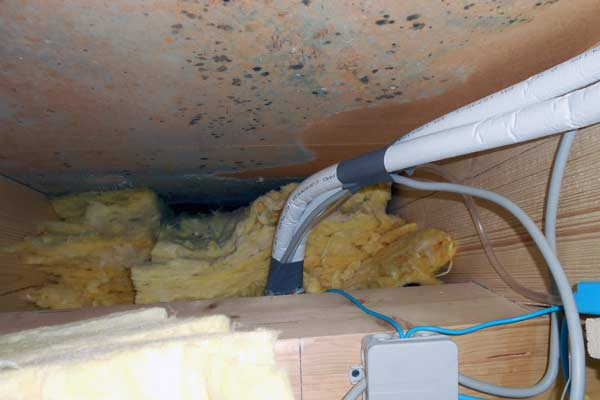
Schimmelpilzbefall an einer Dachschräge verursacht durch ein Loch in der Dampfbremsfolie

- An der Wand stehendes Mobiliar kann eine ähnliche Wirkung wie eine Innendämmung ohne Dampfsperre haben. Es behindert die Erwärmung der Wandinnenseite und sorgt so für eine Verschiebung des Taupunkts zur Raumseite hin. Ohne eine ausreichende Absperrung des Wasserdampfs kommt es vermehrt zur Kondensation.
- Die Raumluft nahe einer Wärmebrücke, also einer Stelle, an der die Wärme schneller nach außen transportiert wird, kühlt schneller ab und die nunmehr kondensierende Feuchtigkeit schlägt sich als Kondenswasser auf der Wand nieder.[13] Fehlt die Belüftung, so sinkt die Temperatur und die relative Luftfeuchtigkeit an der kühlen Wandstelle steigt. Auch daher kondensiert Feuchte mit folgender Schimmelbildung besonders dort, wo geschlossenes Mobiliar zu dicht an Außenwänden steht und eine Hinterlüftung nicht gewährleistet ist.
- Neben Unterbinden des Luftaustauschs durch dichtere Fugen (s. o.) bestehen (nachträgliche) Wärmedämmungsmaßnahmen gewöhnlich darin, ältere Fenster durch solche mit besser dämmendem Rahmen und Glas einzusetzen. Dies kann dazu führen, dass die Raumluft sich vermehrt an verbleibenden Wärmebrücken (etwa Fensterlaibung) niederschlägt und dort Schimmel hervorruft – vgl. Lüften und Wärmedämmung. Allgemein fällt auf, dass Schimmel in Innenräumen gerade erst nach nachträglichen Wärmedämmungsmaßnahmen auftritt.[14] Vermieter/Bauherren können nach der Sanierung versuchen, den Streit mit Bewohnern zu vermeiden, indem sie auf das veränderte erforderliche Lüftungsverhalten hinweisen (z. B. Merkblatt).  Die Verantwortung bleibt dennoch bei den Vermietern/Bauherren in Bezug auf die Dämmung aller Wärmebrücken (s. o.). Bei Schimmel an der Fensterlaibung ist z. B. zu prüfen, ob die Laibungsdämmung fehlerfrei durchgeführt wurde.
- Als Beispiel kann ein Fall dienen, der einem Urteil vom Landgericht Hamburg[15] zu Grunde liegt: Isolierverglaste Fenster wurden in einem schwach wärmegedämmten Haus eingebaut. Die Vermieter händigen ein Merkblatt über Lüftungsverhalten den Mietern aus. Dennoch nehmen Feuchtigkeitsschäden zu, im Erdgeschoss wächst Schimmel. Eine Klage der Vermieter gegen eine entsprechende Mietminderung wird im Wesentlichen abgewiesen. Das Landgericht schrieb in der Begründung: „Die Verpflichtung des Mieters, sein Wohnverhalten baulichen Veränderungen anzupassen, findet dort ihre Grenze, wo das Maß des Zumutbaren überschritten wird.[…] Mieträume müssen in bauphysikalischer Hinsicht so beschaffen sein, daß bei einem Wandabstand der Möbel von nur wenigen Zentimetern, wie er im Allgemeinen bereits durch das Vorhandensein einer Scheuerleiste gewährleistet ist, sich Feuchtigkeitsschäden durch Tauwasserniederschlag nicht bilden können […]. Was das Lüften betrifft, kann es dem Mieter nicht angesonnen werden, über den Tag verteilt mehrfach gründlich zu lüften, nur um einen Mangel der Bausubstanz auszugleichen.“[16]

### Feuchtigkeit wegen falschen Lüftungsverhaltens
Im Sommer nimmt die warme Außenluft mehr Feuchte auf als kalte Luft im Winter. Diese Feuchte (eingelüftet durch offene Kellerfenster) kondensiert im Sommer an kalten Kelleraußenwänden (als sogenannte „Sommerkondensation“) was den Schimmel gedeihen lässt. Im Winter hat die eindringende und nach unten strömende Außenluft meist geringere Temperatur als die Kellermauern an der Unterseite (+5-8 °C Erdtemperatur), die geringere Feuchte in kalter Luft kondensiert daher nicht an den wärmeren Bauteilen. Schimmelwachstum in Kellern passiert also eher im Sommer als im Winter. Darum raten Experten, Kellerräume nur im Winter oder an kalten Sommertagen zu lüften und die Kellerfenster nicht 365 Tage offen zu halten.
Desgleich kann Kellerluft mit Feuchte angereichert werden, wenn Wäsche dort zum Trocknen aufgehängt wird, dafür sind im Sommer ein durchlüfteter (heißer) Dachboden oder das Freie besser geeignet.
Zur Sauerstoffversorgung von Heizanlagen werden oft Luftsiphone gebaut, durch diese strömt kalte Luft im Winter aufgrund natürlicher Konvektion selbsttätig ein, ohne dass warme Luft an der Decke wie bei einem offenen Kellerfenster den Raum verlässt. Im Sommer wird die zur Verbrennung nötige warme und feuchte Luft (mangels Thermokonvektion) nicht selbsttätig in den Raum absinken, sie wird bei Warmwasserbereitung in der Heizanlage vom Ofenzug oder Kaminzug angesaugt. Mit einem Brennwertkessel kann bei Ansaugung feuchter Zuluft aus dem Heizraum (im Keller) die im Wasserdampf gebundene Verdampfungsenthalpie aus der Austrocknung der Baufeuchte, wenn der Heizraum zur Wäschetrocknung genutzt wird, Badezimmer- und Saunaabluft aus der kontrollierten Wohnraumlüftung durch Kondensationsersparnis genutzt werden (siehe dazu Rauchgaskondensation#Energieeffizienz).

## Folgen
Die Folgen des Schimmelbefalls in Gebäuden reichen von der Zerstörung einzelner Bauteile (z. B. Fensterrahmen aus Holz), über den Befall von Gebrauchsgegenständen bis hin zur gesundheitlichen Belastung der Bewohner. Bei Personen, die auf Schimmel allergisch reagieren, kann ein längerer Aufenthalt in schimmelbefallenen Räumen zu allergischen Reaktionen führen.

## Nachweis und Bewertung
Ein deutlicher Hinweis auf einen Schimmelbefall in Gebäuden ist das Auftreten der typischen dunklen Flecken und/oder ein muffiger (erdiger) Geruch (siehe dazu Trichloranisol und Moderfäule von Holz).
Ein analytischer Nachweis kann entweder über Luftanalysen (Untersuchung auf bestimmte Stoffwechselprodukte der Pilze), Materialproben des Befalles oder über Hausstaubuntersuchungen erfolgen.
Eine im Jahr 2009 veröffentlichte Untersuchung deutet darauf hin, dass der Ergosteringehalt im Hausstaub als Schnellmethode für eine Schimmelpilzbelastung in Innenräumen verwendet werden kann.
In den meisten Fällen kann auf eine analytische Untersuchung und Bestimmung des Pilzes verzichtet werden. Eine Bewertung des sichtbaren Schimmelpilzbefalls kann nach folgenden Kriterien klassiert und grob beurteilt werden:
| Kat. | Merkmal | Grobe Beurteilung von baulichen Schäden und Gesundheitsrisiko. |
| ---- | --- | --- |
| 0    | Spuren von oberflächlichem Schimmelbewuchs mit folgender Ausdehnung: bis 100 cm², an einer Stelle, nur in einem Raum. Stockflecken (Verfärbungen), eine Vorgeschichte von Wasserschäden oder weitere Anzeichen/Hinweise, die auf ein Problem hindeuten könnten, sind nicht vorhanden | Normalzustand oder geringfügiger Schaden Gesundheitlich und bauphysikalisch unproblematisch |
| 1    | Oberflächlicher Schimmelbewuchs oder Stockflecken an einer Stelle, nur in einem Raum mit folgender Ausdehnung: - bis 0,5 m² bei vereinzeltem Bewuchs - bis 100 cm² bei dichtem Bewuchs Eine Vorgeschichte von Wasserschäden oder weitere Anzeichen/Hinweise, die auf ein Problem hindeuten könnten, sind nicht vorhanden                                                                                | Geringer bis mittlerer Schaden Die Situation ist im Sinne der Gesundheitsvorsorge kritisch zu betrachten und zu verbessern. Bauphysikalisch ist die Situation wenig problematisch, der Zustand kann sich aber verschlechtern (manchmal innerhalb kurzer Zeit). |
| 2    | - Vereinzelter Schimmelbefall oder Stockflecken auf einer Fläche von über 0,5 m² oder: - dichter flächiger Schimmelbewuchs auf einer Fläche von über 100 cm² oder: - Schimmelbewuchs in tieferen Schichten oder: - Schimmelbewuchs oder Stockflecken an mehreren Stellen im selben Raum oder in verschiedenen Räumen, bis total 10 m² oder: - deutlicher Schimmelgeruch ohne sichtbaren Schimmelbewuchs | Großer Schaden Die Situation ist im Sinne der Gesundheitsvorsorge inakzeptabel und es besteht rascher Handlungsbedarf Bauphysikalisch ist die Situation häufig problematisch, der Zustand kann sich weiter verschlechtern.                                     |
| 3    | - Vereinzelter Schimmelbefall oder Stockflecken auf einer Fläche von über 10 m² oder: - dichter flächiger Schimmelbewuchs auf einer Fläche von über 2 m² | Extremer Schaden Solange die Schimmelpilzart nicht bekannt ist, muss von einer akuten Gesundheitsgefährdung ausgegangen werden! Ohne Sofortmaßnahmen sollte der Raum nicht mehr ungeschützt betreten werden.                                                   |

Anmerkung: Kategorie 0-2 entsprechen den Empfehlungen der Gesundheitsämter in Deutschland (LGA Kat. 1-3) und der Schweiz (BAG Kat 0-2). Viele Praktiker vermissen aber eine erweiterte Kategorie. Deshalb werden die LGA/BAG-Kategorien von vielen Fachleuten mit einer Kategorie 3 ergänzt.
Schimmelpilze können die Gesundheit von Beschäftigten am Arbeitsplatz gefährden. Für die Belastung der Atemluft am Arbeitsplatz mit Schimmelpilzen gibt es keine medizinisch-toxikologisch begründeten Grenzwerte. Es existiert eine Vielzahl von Messverfahren, deren Ergebnisse untereinander meist nicht vergleichbar sind.
Der vom Ausschuss für biologische Arbeitsstoffe (ABAS) des Bundesministeriums für Arbeit und Soziales (BMAS) eingesetzte Arbeitskreis „Arbeitsplatzbewertung“ widmet sich diesem Problem und begleitet die Entwicklung und Validierung standardisierter Messverfahren für Schimmelpilze und andere biologische Arbeitsstoffe in der Luft am Arbeitsplatz.
Das Institut für Arbeitsschutz der Deutschen Gesetzlichen Unfallversicherung (IFA) hat in der IFA-Arbeitsmappe „Messung von Gefahrstoffen“ ein Messverfahren zur Bestimmung der Schimmelpilzkonzentration in der Luft am Arbeitsplatz veröffentlicht, das als Sonderdruck bestellt werden kann.

## Behandlung (Sanierung)

### Im Haushalt
Der an der inneren Wandoberfläche von Außenwänden sichtbare Schimmel bildet sich in der Regel durch kondensierende Luftfeuchte im Winterhalbjahr. Hausstaub und darin enthaltene Pilzsporen haften auf nassen Oberflächen und befördern das Wachstum von Schimmel. In unbeheizten Kellerräumen bildet sich Schimmel hingegen eher im warmen Halbjahr, wenn warme Außenluft an den kalten Kellerwänden zur Kondensatbildung führt. Oberflächlicher Schimmel kann häufig durch feuchtes Abwischen entfernt werden, auch unter Zuhilfenahme von gewöhnlichem Reinigungsmittel oder Waschpulver.
Zur kurzfristigen Prävention erneuter Schimmelbildung kann auf die Oberfläche zweimal Brennspiritus (Ethylalkohol) oder der teurere 70-prozentige Isopropylalkohol aufgetragen werden. Da Alkohol leicht verdunstet, sollte er nicht versprüht werden.
Ähnlich wirksam sind hypochloridhaltige Reinigungsmittel (Chlorreiniger) und (wässrige dreiprozentige) Wasserstoffperoxidlösung, die zusätzlich auch zurückbleibende Flecken ausbleichen können.
Eine langfristigere Wirkung haben das Auftragen einer Borax-Lösung sowie das Überstreichen der befallenen Stellen mit alkalischer Mineralfarbe wie Kalkfarbe und Silikatfarbe. Diese Wandfarben sollten möglichst keine organischen Harze enthalten, wie sie oft zur vereinfachten Verarbeitung zugesetzt und in Dispersionsfarben als Bindemittel verwendet werden.
Zur langfristigen Vermeidung von Schimmelbefall ist der Feuchtigkeitsgehalt von Luft und Baukörper niedrig zu halten, etwa durch folgende Maßnahmen:
- Konsequentes Stoßlüften stark feuchtebelasteter Wohnräume (Schlafzimmer am Morgen, Wohnräume tagsüber und abends, Küche nach dem Kochen, Duschräume nach dem Duschen, Wäschetrockenräume). Im Winter kann die trockene Außenluft nach Erwärmung viel Feuchte aufnehmen und feuchte Räume austrocknen helfen.[32]
- Verwendung eines Kondensations-Wäschetrockners oder eines Abluft-Wäschetrockners mit Abführung der feuchten Abluft nach außen,
- Einbau einer kontrollierten Wohnraumlüftung oder eines Kondensations-Luftentfeuchters für die Dusche,
- (Temporäre) Beheizung kalter Wandflächen durch eine Strahlungsheizung,
- Verwendung von Strahlungsheizungen wie Fußboden-, Wand- und Deckenstrahlungsheizung statt konventioneller Heizkörper (Konvektionsheizung), bei denen die (feuchte) Innenraum-Luft im Winter wärmer ist als die Oberfläche der Außenwand, wodurch der Taupunkt unterschritten werden und die Feuchte kondensieren kann,
- Schließen von Kellerfenstern im Sommer. Dort einfließende warmfeuchte Luft kondensiert an kalten Kellerwänden, dann treten Schimmel und Stockflecken auf.
- Verschiebung des Taupunktes nach außen und Erhöhung der Innenwandoberflächentemperaturen durch den Einbau einer Wärmedämmung.

### Im Baugewerbe

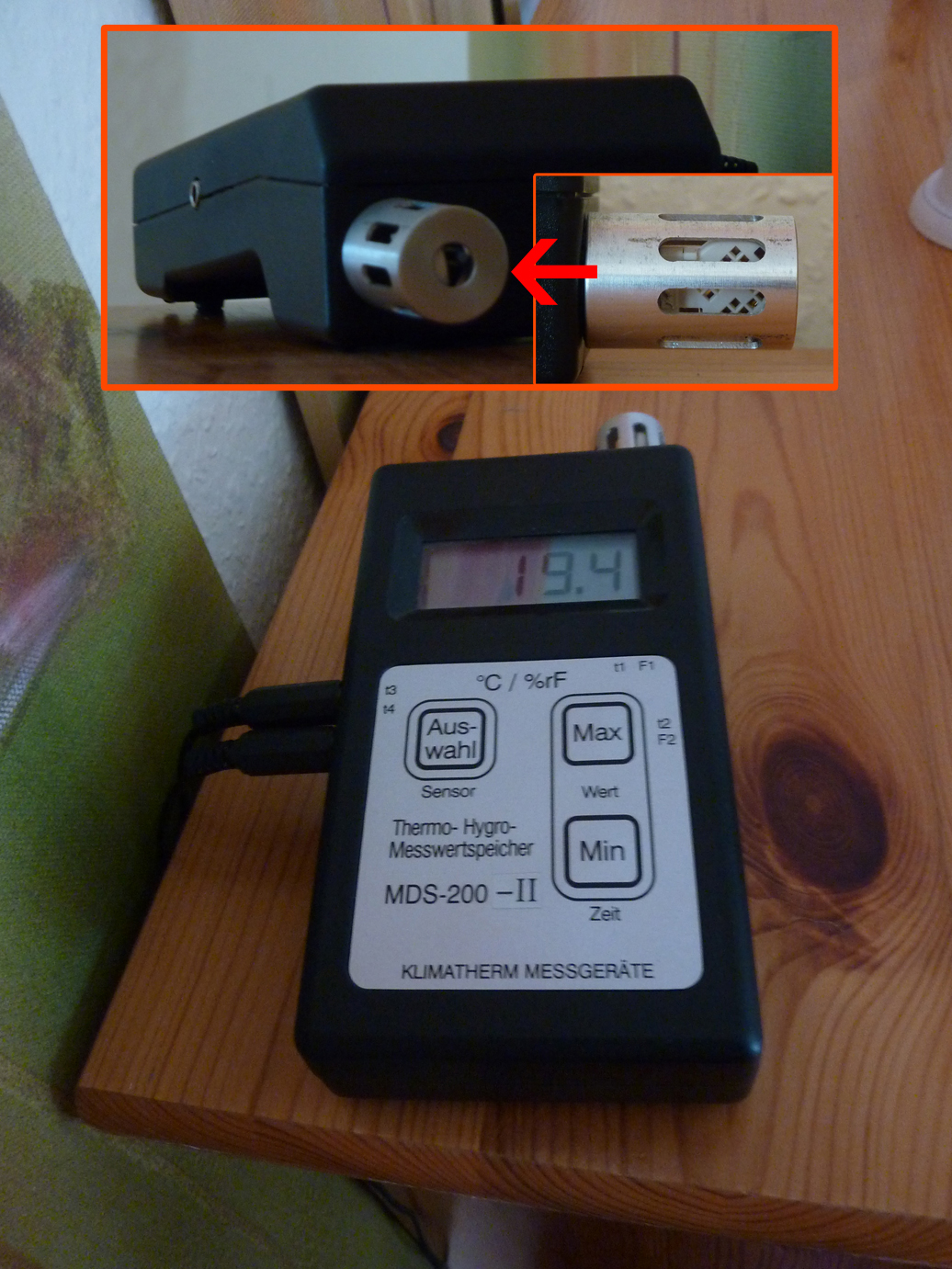
Gerät zur Messung von Luftfeuchtigkeit

Schimmelpilzschäden der Kategorie 2 und 3 sind durch Fachfirmen unter Beachtung der notwendigen Schutzmaßnahmen (Schwarz-Weiß-Zonentrennung, Schutzanzüge, Atemschutz usw.) durchzuführen.
Folgende Ziele der Maßnahmen gegen Bauschimmel werden unterschieden:
- Biologisches Abtöten, um den Stoffwechsel des Pilzes und somit die Bildung von Giftstoffen und Sporen sowie die Ausbreitung des Myzels zu unterbinden.
- Inaktivierung der Sporen. Schimmelsporen sind deutlich leichter zu bekämpfen als bakterielle Endosporen. Es werden keine explizit sporozid wirkenden Desinfektionsmittel benötigt, um Schimmelsporen unwirksam zu machen.
- Auswaschen oder Bleichen der sichtbaren Fruchtkörper und oberflächlichen Mycel, z. B. durch Bleichmittel.
- Entfernen des befallenen Substrats, also auch etwa von Putz oder weiterer Baumaterialien.
- Unterbinden neuerlichen Schimmelpilzbefalls.

Zu beachten ist dabei, dass grundsätzlich auch ein „abgetöteter“ nicht vollständig entfernter Schimmelbefall Gifte bzw. Allergene in die Raumluft abgeben kann (vgl. „Schimmelpilze #Schadensweisen“).
Chemikalien können Schimmelpilz kurzfristig und i. Allg. nur an der Oberfläche entfernen. Sie werden in der Regel nur von Fachleuten im Rahmen einer umfassenden Sanierung verwendet. Pilztötend oder -hemmend – fungizid bzw. fungistatisch – wirken u. a. folgende Chemikalien und Methoden:
- Desinfektionsmittel:
  - Wasserstoffperoxid
  - Natriumhypochlorit
  - Chlordioxid als Gas oder Lösung in Wasser
  - Peressigsäure oder Peressigsäure enthaltende Gemische (im professionellen Bereich)[33]
  - 70 %-Alkohol, z. B. Isopropanol oder Ethanol (bei feuchtem Untergrund 80 %)

Wasserstoffperoxid, Natriumhypochlorit, Chlordioxid und Peressigsäure sind Oxidationsmittel. Sie zerstören auch Schimmelsporen und entfärben als Bleichmittel den Belag, so dass er unter Umständen nicht vollständig abgetragen werden muss (poröse Oberflächen). Ethanol ist nicht sporozid, wird eher zum Lösen und Abwischen des gesamten Schimmelbelags auf glatten Oberflächen verwendet.
- Bestrahlung mit ultraviolettem Licht zerstört Schimmelsporen, aber nicht das eigentliche Mycel.

Für kleine Flächen und bis ca. 2 cm Materialtiefe:
- Heißluftgebläse (z. B. ein Föhn) (die Myzele vieler Schimmelpilze sind nur bis ca. 50 °C lebensfähig)

Für größere Flächen und größere Materialtiefen (auch dicke Balken u. Ä.):
- Mikrowellengeneratoren, mit denen auch eine notwendige Temperatur im Holzinneren erreicht wird: holzzerstörende Organismen werden abgetötet, Zeit- und Energieaufwand sind hoch.

Pilzabtötende Chemikalien werden auch prophylaktisch eingesetzt, um künftigen Schimmelbefall zu vermeiden. Unter Einwirkung von Licht und Wärme können sich diese zersetzen und unwirksam werden. Daneben hat eine ursächliche Behandlung stets Vorrang, insbesondere muss Feuchtigkeit unterbunden werden. – Quartäre Ammoniumverbindungen („Quats“, QAVs) wirken i. Allg. nur fungistatisch; dies genügt jedoch, um das Auskeimen von Sporen und Neubildung von Schimmelbelag zu verhindern. Sie sind viel stabiler als die aggressiveren und sporoziden Oxidationsmittel Natriumhypochlorit und Wasserstoffperoxid. Daher werden sie z. B. als Beimengung zum Farbanstrich zur (zusätzlichen) Vorbeugung gegen Schimmel eingesetzt.
Um dem Schimmel den Nährboden (Feuchtigkeit) zu entziehen, kann die Wand trockengelegt und der Raumluft die Feuchtigkeit entzogen werden. Die Raumentfeuchtung kann mit verschiedenen Mitteln, Methoden und Verfahren durchgeführt werden. Das einfachste Verfahren ist das korrekte Lüften, dabei wird zwischen Stoß- und Dauerlüftung, mit offenen (Querlüftung) oder geschlossenen Türen, unterschieden. Sollte dies nicht helfen, können elektrische oder auch chemische Raumentfeuchter eingesetzt werden.

## Von Bauschimmel zu unterscheiden
- Der Hausschwamm – ein Röhrenpilz wie der Steinpilz, kein Schimmelpilz – überwindet selbst meterlange trockene Strecken, um Wasser zum Nährstoff (Holz) zu transportieren. Dabei durchdringt er auch Mauerwerk. Das befallene Holz kann man mit der Hand eindrücken. Der Hausschwamm kann daher Gebäude zerstören.
- Als Schwarzstaub oder Fogging wird eine oft plötzlich, besonders im Winter oder nach Renovierungen, auftretende schwärzliche Verfärbung von Innenwänden bezeichnet, deren Entstehung noch ungeklärt ist.

### Allgemein
- Ulrich Kück, Minou Nowrousian, Birgit Hoff, Ines Engh: Schimmelpilze. Lebensweise, Nutzen, Schaden, Bekämpfung. 3. Auflage. Springer, Heidelberg 2009, ISBN 978-3-540-88716-4.
- Liliane E. Petrini, Orlando Petrini: Schimmelpilze und ihre Bestimmung. 3. Auflage. J. Cramer, Stuttgart 2010, ISBN 978-3-443-50035-1.

### Bauschimmel
- Verbraucherzentrale Nordrhein-Westfalen e. V.: Schäden erkennen, vorbeugen, beseitigen, 2. Auflage 2011, ISBN 978-3-940580-85-6.
- Verbraucherzentrale Bundesverband e. V.: Feuchtigkeit und Schimmelbildung in Wohnräumen. 16. Auflage 2012, ISBN 978-3-936350-68-5.
- Bauschäden Sammlung, Forum Verlag Stuttgart 1978
- Thomas Fangmeyer, M. Köhler, N. Weis, C. Zorn: Schimmel an der Wand – Mücke oder Elefant? Ein Ratgeber und Leitfaden. Bremer Umweltinstitut für Analyse und Bewertung von Schadstoffen, Bremen 2009, 2. Auflage, ISBN 978-3-9803930-5-8.
- Frank Frössel: Schimmelpilze in Wohnungen. Wenn der Pilz zur Untermiete wohnt. 3. Auflage, baulino, Waldshut-Tiengen 2010, ISBN 978-3-938537-15-2 (Mikrobiologische, bauphysikalische, technische, baubiologische, umweltmedizinische, diagnostische, rechtliche Aspekte.).
- F. Frössel: Schimmelpilze in Wohnungen. Das Lexikon, baulino, Waldshut-Tiengen 2010, ISBN 978-3-938537-08-4.
- W. Isenmann, R. Adam, G. Mersson: Feuchtigkeitserscheinungen in bewohnten Gebäuden. Ursachen – Folgen – Sanierung – Gutachten – Mietminderung. 4. vollständig überarbeitete und wesentlich erweiterte Auflage, Verlag für Wirtschaft und Verwaltung Wingen, Essen 2008, ISBN 978-3-8028-0560-8.
- V. Möcker, H.-J. Moriske, R. Szewzyk: Hilfe! Schimmel im Haus. (PDF-Datei; 3,9 MB) Ursachen – Wirkungen – Abhilfe. Umweltbundesamt, Berlin 2004. (PDF-Datei, 1,94 MB).
- H.-J. Moriske, R. Szewzyk: Leitfaden (PDF-Datei; 1010 kB) zur Vorbeugung, Untersuchung, Bewertung und Sanierung von Schimmelpilzwachstum in Innenräumen („Schimmelpilz-Leitfaden“). Umweltbundesamt, Berlin 2002. (PDF-Datei, 1010 KB.)
- Klaus Sedlbauer, Kurt Kießl, 2002: Neue Erkenntnisse zur Beurteilung von Schimmelpilzen und Stand der Normenbearbeitung. Fraunhofer-Institut für Bauphysik, Holzkirchen; Bauhaus-Universität Weimar.
- Klaus Sedlbauer, Martin Krus, 2003: Schimmelpilz aus bauphysikalischer Sicht, Fraunhofer-Institut für Bauphysik, Holzkirchen, quantitative Analyse physikalischer Voraussetzungen für Schimmelbildung; mit Tabellen und graphischen Darstellungen.
- LandesGesundheitsAmt Baden-Württemberg: Schimmelpilze in Innenräumen – Nachweis, Bewertung, Qualitätsmanagement, Dezember 2004.
- Feuchtigkeit und Schimmelpilz. Verbraucherzentrale Energieberatung, abgerufen am 6. Februar 2015.
- Wolfgang Maes: Stress durch Strom und Strahlung. Elektrosmog, Radioaktivität, Raumklima, Wohngifte, Partikel, Pilze. 4. Auflage, Institut für Baubiologie + Ökologie, Neubeuern 2000, ISBN 3-923531-22-2.
- W. Maes: Elektrosmog – Wohngifte – Pilze. Baubiologie – praktische Hilfe für jedermann. Haug, Heidelberg 1999, ISBN 3-7760-1599-3.
- DIN-Fachbericht 4108-8 (2010-09): Wärmeschutz und Energie-Einsparung in Gebäuden – Teil 8: Vermeidung von Schimmelwachstum in Wohngebäuden.

### Gesundheitliche Aspekte
- H. J. Bünger: Gesundheitsrisiken durch eine inhalative Exposition gegenüber mykotoxinbildenden Schimmelpilzen. In: Gefahrstoffe – Reinhaltung Luft 65(9)/2005, S. 341–343. ISSN 0949-8036
- G. M. Fischer, N. Hollbach, C. Schmitz, W. Dott: Luftgetragene Schimmelpilze in der Umwelt des Menschen – gesundheitliche Relevanz und Möglichkeiten der Risikobewertung. In: Gefahrstoffe – Reinhaltung Luft. 65(9)/2005, S. 335–340. ISSN 0949-8036.
- L. Roth, H. Frank, K. Kormann: Giftpilze. Pilzgifte. Schimmelpilze. Mykotoxine. Vorkommen, Inhaltsstoffe, Pilzallergien. ecomed, Landsberg 1990, ISBN 3-609-64730-2.
- R. Keller, K. Senkpiel, W. Butte: Schimmelpilze und deren Sekundärmetabolite (MVOC) in Luftproben unbelasteter Wohnungen. Gefahrstoffe, Reinhaltung Luft 67 (3), S. 77–84 (2007), ISSN 0949-8036.
- Allgemein biologische und medizinische im vorliegenden Wikipedia-Artikel angedeutete Aspekte werden auch im Leitfaden und (kürzer) in der Broschüre des Umweltbundesamtes allgemein verständlich behandelt bzw. weiter ausgeführt.